# Homeland (Like Wendy)
Homeland is een studioalbum van Like Wendy, de eenmansband van Bert Heinen.

## Inleiding
Heinen kwam opnieuw met een studioalbum waarvan de muziek past in de niche neoprog. Zang wordt afgewisseld door gitaar- en toetsensoli, waaronder ook een mellotron. Zwak punt bleef het gebruik van de drummachine, toch al een heikel punt binnen de progressieve rock in zijn geheel. Bewondering bleef echter onverminderd voor het gegeven dat één man een dergelijk album wist uit te brengen. Algemene teneur (progarchives) is dat dit album beter klonk dan het voorafgaande Summer in Eden, doch weinig vernieuwend.

## Musici
- Bert Heinen – zang, alle muziekinstrumenten
- Hos – trompet (track 5)

## Muziek
| Nr. | Titel                     | Duur  |
| --- | ------------------------- | ----- |
| 1.  | The crossing cloud        | 5:41  |
| 2.  | Back to earth             | 5:33  |
| 3.  | Homeland                  | 12:53 |
| 4.  | Last day of the butterfly | 8:44  |
| 5.  | Flood                     | 8:03  |
| 6.  | The days remaining        | 6:26  |
| 7.  | Live forever              | 2:54  |